# ネーター的位相空間
数学において、ネーター的位相空間（英: noetherian topological space）とは、閉部分集合について降鎖条件を満たす位相空間のことである。

## 定義
位相空間 X がネーター的とは、任意の閉部分集合の列
{\displaystyle Y_{1}\supseteq Y_{2}\supseteq \cdots }
に対して、ある r が存在し、
{\displaystyle Y_{r}=Y_{r+1}=\cdots }
となることである。

## 特徴づけ
x を位相空間とするとき、以下は同値。
- X はネーター的（すなわち閉部分集合について降鎖条件を満たす）。
- X の閉部分集合の空でない任意の族は包含関係に対して極小元をもつ。
- X は開部分集合について昇鎖条件を満たす。
- X の開部分集合の空でない任意の族は包含関係に対して極大元をもつ。
- X の任意の部分集合はコンパクト。

## 性質
- ネーター的位相空間は準コンパクトである。
- ネーター的位相空間の部分空間はネーター的である。
- ネーター的位相空間がハウスドルフであれば、有限集合に離散位相を入れたものである。
- ネーター的位相空間X は有限個の既約な閉部分集合の和で書ける

{\displaystyle X=X_{1}\cup \cdots \cup X_{r}}
ここで{\displaystyle i\neq j}のとき{\displaystyle X_{i}\nsubseteq X_{j}}とすれば既約成分{\displaystyle X_{i}}全体は一意に定まる。

## 例
- 体 k 上のアフィン n-空間 {\displaystyle \mathbb {A} _{k}^{n}} はザリスキ位相でネーター的である。一般に、ネーター環のスペクトラムはネーター的である。